# Diospyros korthalsiana
Diospyros korthalsiana är en tvåhjärtbladig växtart som beskrevs av William Philip Hiern. Diospyros korthalsiana ingår i släktet Diospyros och familjen Ebenaceae. Inga underarter finns listade i Catalogue of Life.